# Alazka
Alazka (ehemals Burning Down Alaska) war eine 2012 gegründete Melodic-Hardcore-Band aus Recklinghausen.

## Geschichte

### Burning Down Alaska

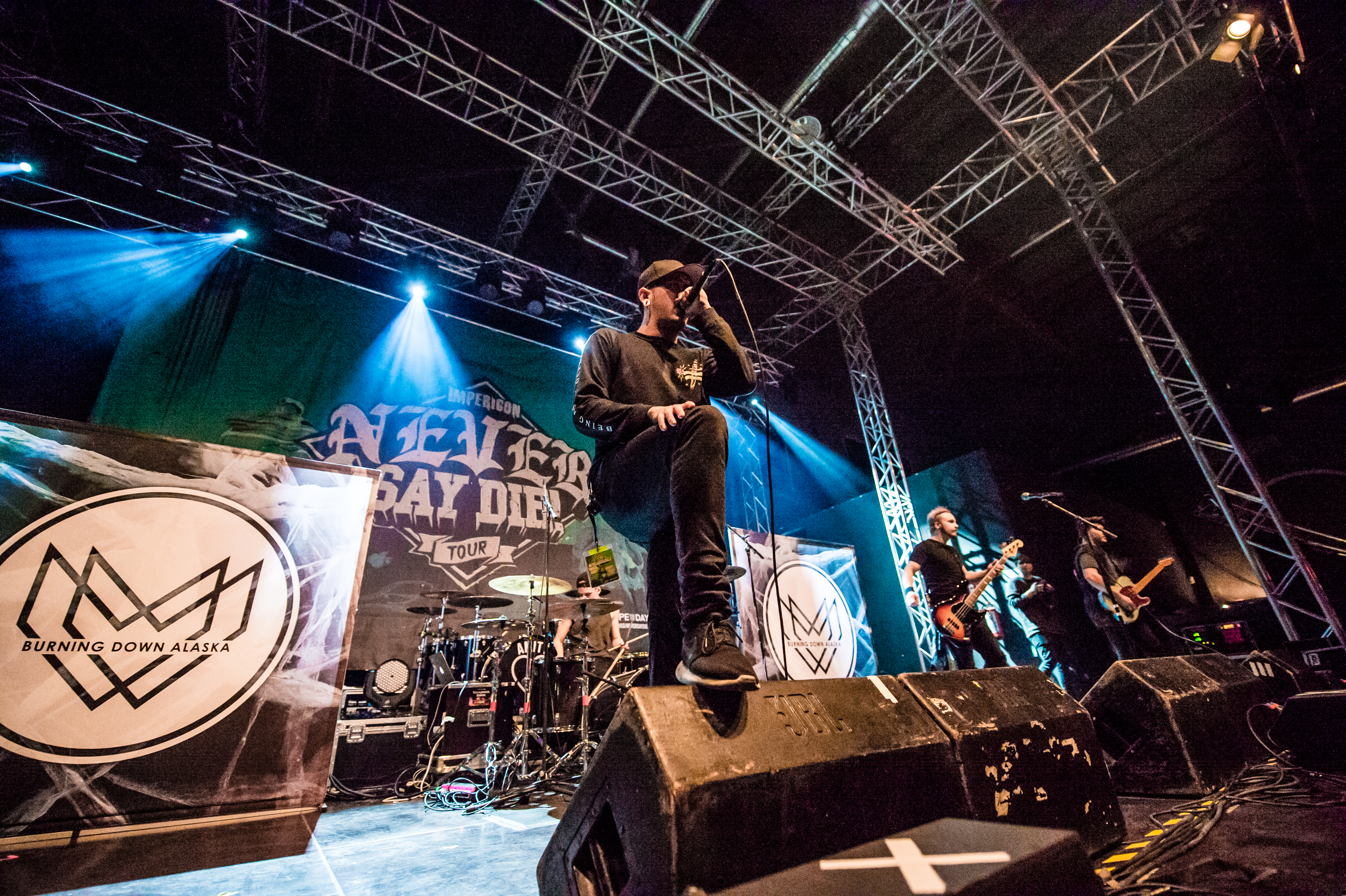
Alazka spielen auf der Never Say Die! Tour in der Turbinenhalle in Oberhausen, 2015.

Das alte Bandlogo, das bis Ende März 2017 verwendet wurde.

Die Melodic-Hardcore-Band wurde im Jahr 2012 im nordrhein-westfälischen Recklinghausen von dem Gitarristen Marvin Bruckwilder, dem Bassisten Julian Englisch und dem Schlagzeuger Jonas Baier gegründet. Anfang 2013 stieß mit Dario Sanchez ein zweiter Gitarrist zum Trio; Ende des Jahres wurde in Tobias Rische der Sänger der Band gefunden.
Am 18. Februar 2015 erfolgte die Unterzeichnung eines Plattenvertrages bei Redfield Records, worüber die Band etwa einen Monat später ihre Debüt-EP Values & Virtues auf dem Markt brachte. Im Lied Phantoms, welches auf dieser Extended Play zu finden ist, wirkt Michael McGough von Being as an Ocean als Gastsänger mit. Direkt im Anschluss ging die Gruppe mit der US-amerikanischen Metalcore-Band Kingdom of Giants auf eine kleinere Europatour, welche unter anderem durch Italien, Tschechien, Polen, die Schweiz, Deutschland und die Niederlande führte. Es folgten zudem Auftritte mit The Ghost Inside und Parkway Drive, sowie Auftritte auf dem Impericon Festival in Leipzig, dem Mair1 Festival und dem With Full Force. Außerdem spielte die Gruppe als Ersatz für Northlane beim Southside. Zwischen dem 6. und 28. November 2015 war die Band als Opener auf der kompletten Never Say Die! Tour zu sehen, welche außerdem von Fit for a King, Cruel Hand, Being as an Ocean, Defeater und The Amity Affliction bespielt wurde. Zwischen dem 25. und 29. Mai 2016 absolvierte die Gruppe ihre erste Headliner-Tour durch Japan. Zuvor bestritt die Band vom 4. bis zum 26. März 2016 eine Europatournee, welche von Acres und Casey begleitet wurde. Am 20. Februar 2016 wurde die Gruppe für das Summer Breeze angekündigt.
Am 19. Februar 2016 wurde mit Blossom eine neue Single online bei Alternative Press vorgestellt. Im April wurde der Ausstieg des Schlagzeugers Jonas Baier bekannt gegeben. Dafür stieß mit Kassim Auale, ehemalig bei Breakdowns at Tiffany’s aktiv, ein weiterer Sänger zur Band. Auale war im Jahr 2011 Teilnehmer bei X Factor, wo er es bis in die vierte Liveshow schaffte.

### Namensänderung inAlazka
Am 29. März 2017 verkündete die Band offiziell die Änderung des Bandnamens in Alazka.
Neben der ersten Single-Auskopplung Empty Throne wurden zwei weitere Singles, Phoenix und Ghost, aus dem kommenden Album Phoenix welches am 1. September 2017 auf SharpTone Records veröffentlicht.
Am 17. September 2017 begann ihre Phoenix Headlining Tour durch Europa.

### Besetzungswechsel und Auflösung
Am 4. Oktober 2019 wurde die Single Dead End veröffentlicht. Bei Ankündigung dieser Single auf Facebook wurde ebenfalls bekanntgegeben, dass Kassim und Dario aufgrund von musikalischen Differenzen die Band verlassen.
Im September 2020 gab die Band schließlich ihre Auflösung bekannt.

## Stil
Alazka spielen eine melodische Variante des Metalcore, welche auch als Post-Hardcore oder gar Melodic Hardcore bezeichnet werden kann. Vergleichbar ist die Musik unter anderem mit Gruppen wie Being as an Ocean, The Plot in You und The Amity Affliction.
Tim Hofmann von der Freien Presse attestiert der EP eine „sagenhafte Hit-Dichte“ sowie „eine ergreifende Atmosphäre“, welche „verblüffend nah an Sempiternal von Bring Me the Horizon ist.“

## Diskografie

### Singles
- 2016: Blossom
- 2017: Empty Throne
- 2017: Phoenix
- 2017: Ghost
- 2019: Dead End

### EPs
- 2015: Values & Virtues (EP, Redfield Records)

### Alben
- 2017: Phoenix (Arising Empire, SharpTone Records)

### Musikvideos
- 18. Februar 2012: Farewell
- 3. November 2013: Brighter Days
- 6. April 2014: Monuments
- 24. August 2014: Savior
- 15. Februar 2015: Phantoms
- 28. Juni 2015: Clockwork
- 19. Februar 2016: Blossom
- 7. April 2017: Empty Throne
- 9. Juni 2017: Phoenix
- 21. Januar 2018: Everything
- 4. Oktober 2019: Dead End
- 23. Februar 2020: Living Hell